# Secrets of the Beehive
Secrets of the Beehive è il quarto album in studio di David Sylvian, pubblicato dalla Virgin nel 1987.
Dall'album fu tratto il singolo Orpheus, con relativo videoclip promozionale.
Nella prima edizione in CD, anch'essa del 1987, fu inclusa come traccia extra una nuova versione del brano Forbidden Colours, scritto da Sylvian con Ryūichi Sakamoto e originariamente pubblicato come singolo nel 1983; l'edizione di Secrets of the Beehive contenuta in Weatherbox (1989) comprendeva solo le nove tracce del long playing; l'edizione in CD del 2003 include infine l'inedito Promise (The Cult of Eurydice), tratto dalle stesse sessioni di registrazione.

## Tracce
Testi e musiche di David Sylvian.
Lato A
1. September – 1:17
2. The Boy with the Gun – 5:19
3. Maria – 2:49
4. Orpheus – 4:51
5. The Devil's Own – 3:12

Durata totale: 17:28
Lato B
1. When Poets Dreamed of Angels – 4:47
2. Mother and Child – 3:15
3. Let the Happiness in – 5:37
4. Waterfront – 3:23

Durata totale: 17:02
Traccia extra (CD, 1987)
1. Forbidden Colours – 6:01 (Sylvian, Ryūichi Sakamoto)

Traccia extra (CD, 2003)
1. Promise (The Cult of Eurydice) – 3:28 (David Sylvian)

## Formazione
- David Sylvian - chitarra, tastiere, organo, pianoforte, voce
- Steve Jansen - batteria, percussioni
- David Torn - chitarre
- Ryūichi Sakamoto - pianoforte, arrangiamento orchestrale
- Mark Isham - tromba
- Phil Palmer - chitarre
- Danny Thompson - basso